# Hongjiadu-Talsperre
Die Hongjiadu-Talsperre ist eine große Talsperre mit einem Wasserkraftwerk in China. Die Talsperre steht am Liuchong He, dem nördlichen Quellfluss des Wu Jiang, welcher ein Nebenfluss des Jangtse ist. Die Talsperre ist 154 km von der Provinzhauptstadt Guiyang in Guizhou entfernt.
Das Wasserkraftwerk ist eines in einer Reihe von mehreren (dazu gehören u. a. noch die Goupitan-Talsperre und die Wujiangdu-Talsperre) und hat eine installierte Leistung von 540 Megawatt (nach anderen Angaben 600 MW). Die jährliche Energieerzeugung beläuft sich auf 1,59 Milliarden Kilowattstunden. Das Wasserkraftwerk ist am 8. April 2004 in Betrieb gegangen.
Der aufgestaute Stausee hat eine Gesamtgröße von 4,92 Milliarden Kubikmetern, wovon 3,36 Milliarden regulierbar sind. Das Absperrbauwerk ist als CFR-Damm ausgeführt.